# Lygodactylus wetzeli

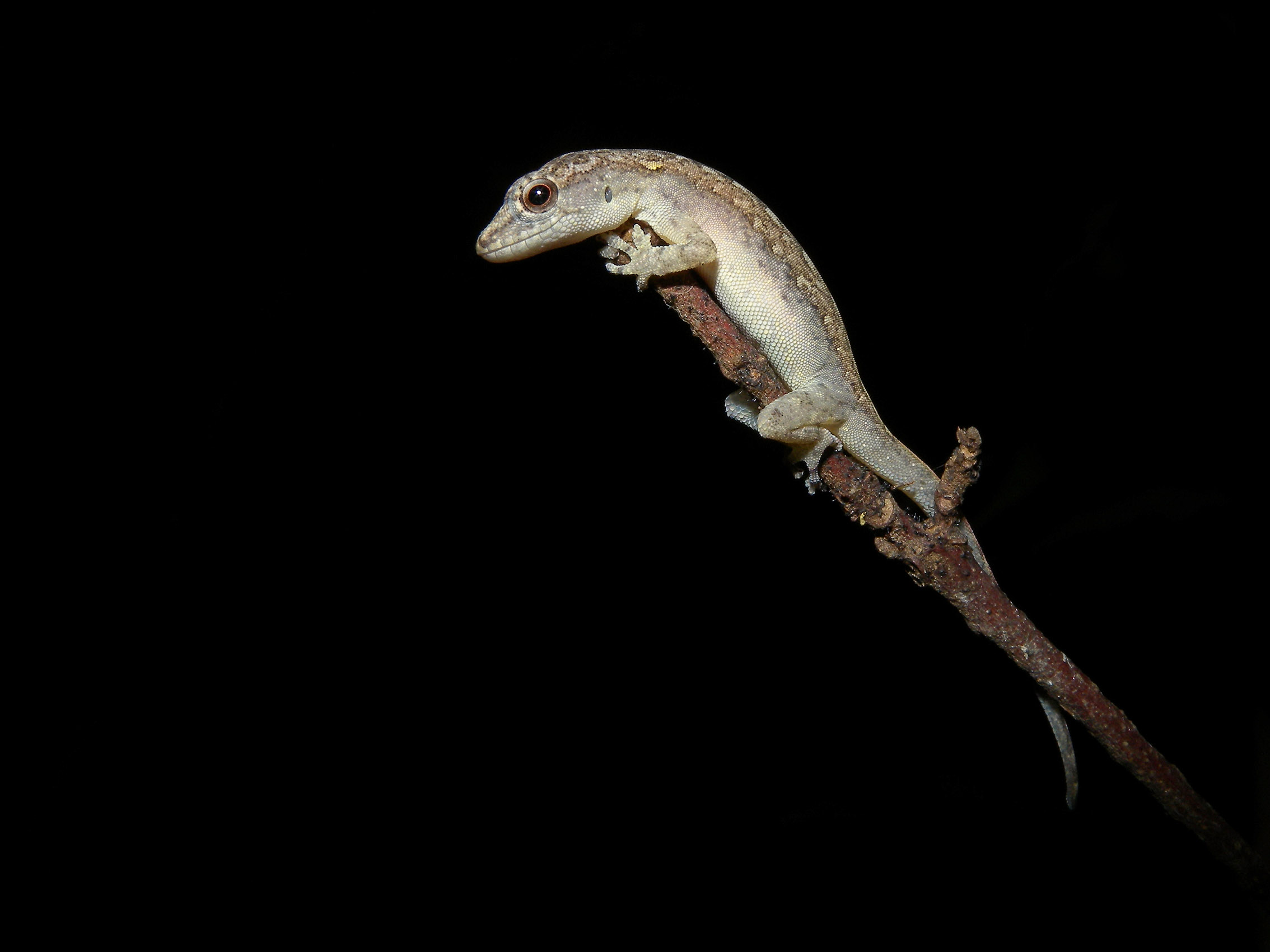
Gekkonidae, Gekkota, Sauria, Squamata

Lygodactylus wetzeli é uma espécie de lagarto da familia Gekkonidae.

## Características
São Tetrapodes mais derivados e incluem a maioria dos tetrápodes vivos atualmente. Seu nome se refere ao ovo amniótico o qual representa uma das caracteristicas mais óbvias na distinçao entre amniotas e anfíbios atuais. Os Amniota começaram a radiar, no Carbonífero e no Permiano, em muitas zonas ocupadas por tetrápodes anamniotas. Um evento chave de sua radiação pode ter sido a grande diversificação dos insetos no final do Carbonífero, provavelmente em resposta ao aumento da quantidade e de diversidade de vegetação terrestre.
Locomoção :um novo papel para os músculos axiais nos Tetrapoda é a vertilação na terra. Entretanto,como originalmente apontado por David Carrier (1987), os tetrápodes, tais como os lagartos, que ainda se movem por meio de movimentos axiais para locomoção e para ventilação.
Ectodérmicos :não conseguem manter a temperatura de seus corpos dentro de uma faixa ideal, necessitando de fontes externas para essa manutenção
Lygodactylus wetzeli possui distribuição restrita à Serra do Amolar, na Serra da Bodoquena, ao maciço do Urucum, nos estados de Mato Grosso e Mato Grosso do Sul, Brasil, e na Bolívia e Paraguai. Espécie restrita a matas secas do Cerrado e Pantanal, encontrada principalmente em clareiras na floresta estacional semidecidual. Sua história natural e ecologia ainda é pouco conhecida.

## Estado de conservação
Pouco preocupante segundo a IUCN.